# Coreura interposita
Coreura interposita là một loài bướm đêm thuộc phân họ Arctiinae, họ Erebidae.